# Протактиній
Протакти́ній (англ. protactinium, нім. Protaktinium n) — радіоактивний хімічний елемент. Символ Pa, атомний номер 91.
Атомна маса 231,0359. Належить до актиноїдів. У природному стані виявлено 3 ізотопи — найстійкіший — 231Pa (період напіврозпаду — 32500 років), 234Ра і 234Раm. Світло-сірий метал. Густина 15,370. tпл близько 1570 °C; tкип близько 4500 °C. До 1170 °C має стійку тетрагональну кристалічну ґратку, вище — кубічну.
Протактиній — один з найменш поширених на Землі елементів, його вміст в уранових рудах і мінералах становить 3•10−7 % від присутнього в них урану. Середній вміст у земній корі 10−10 % (мас).
Високотоксичний. ГДК 231Pa у повітрі і відкритих водоймах відповідно 5,6•10−7 і 12,2 Бк/л.
Проста речовина — протактиній. Метал. Металічний Ра з воднем дає гідрид РаН3.

## Історія
Вперше про гіпотетичний елемент між ураном і торієм писав ще Менделєєв у 1872 році. Він розмістив цей елемент у періодичній таблиці під назвою ека-тантал, і припустив, що його атомна маса дорівнює 235.
У 1913 році були сформульовані правила радіоактивних зміщень Фаянса і Содді, що описували зміни атомної маси і положень у періодичній таблиці для елементів, що зазнають різних типів радіоактивних розпадів. Згідно цих правил, при перетворені урану-238 (відомого тоді як U-I) в уран-234 (U-II) має утворюватися два проміжні елементи, що отримали назву уран-X1 (UX1) і уран-X2 (UX2). Того ж року Казимир Фаянс і його студент Отто Гьорінг встановили, що UX1 є ізотопом торію, а UX2 — невідомий раніше елемент з періодом напіврозпаду близько 1 хвилини. Нововідкритий елемент отримав назву бревіум від латинського brevis — короткий, швидкоплинний.
Іншою проблемою, яка була вирішена за допомогою правил радіоактивних зміщень, була проблема виникнення актинію-227. Період напіврозпаду природного актинію становить близько 30 років, що означає, що він має постійно утворюватися при розпаді інших ізотопів. Правила зміщень вказували, що актиній може утворюватися або з елементу, порядковий номер якого або на один менший (радій), або на два більший. У 1913 році Фредерік Содді показав, що актиній не утворюється при розпаді радію, а отже, він має бути продуктом альфа-розпаду ізотопу елементу номер 91.
У 1918 році елемент-предок актинію був майже одночасно виділений з уранової смолки двома групами вчених — Фредеріком Содді і Джоном Кранстоном, і, невдовзі після них, Отто Ганом і Лізою Майтнер. Період напіврозпаду цього ізотопу становить більш ніж 30 тисяч років, тому назва «бревіум» була зовсім непідхожою для такого довгоживучого елементу, тому була запропонована нова назва, «протактиній», від грецького перед актинієм. Деякі вчені наполягали на назві протоактиній, оскільки прото- є правильним написанням відповідної грецької приставки, проте у 1949 році назва елементу була офіційно затверджена саме як протактиній.
Походження самого протактинію також було незрозумілим. У 1911 році Георг Антонофф виділив попередник протактинію, уран-Y (231Th) з очищеного розчину урану, і у 1913 показав, що він є подібним до торію. У 1917 році Огюст Піккар припустив, що окрім відомих на той час ізотопів урану UI і UII існує ще один ізотоп з атомною масою 235 (актиноуран, AcU). Гіпотеза Піккара була підтверджена лише в 1935 році, коли Артур Демпстер зміг експериментально виявити цей ізотоп за допомогою мас-спектрометрії.
У 1921 році Отто Ган показав, що при розпаді торію-234 утворюється збуджений стан протактинію-234. Це було експериментальним відкриттям ізомерії атомних ядер.
Вперше виділити протактиній вдалося у 1927 році: Арістід Гросс отримав близько 2 мг чистого Pa2O5. У 1934 разом з Мейєром Агруссом вони змогли отримати майже 0,15 г цього оксиду, і визначити його атомну масу (230,6).

## Ізотопи
Штучно отримано 30 ізотопів протактинію з атомними масами від 212 до 239. Два з них — метастабільні (217Pam і 234Pam). Протактиній-227 і легші ізотопи, а також протактиній-231 переважно розпадаються по альфа-каналу, протактиній-232 і важчі ізотопи розпадаються переважно по бета-каналу. Ізотопи проміжних мас розпадаються через електронне захоплення.
Кілька ізотопів протактинію зустрічаються у радіоактивних рядах:
- 234Pam (період напіврозпаду 1,159 хв) у ряді радію, виникає при бета-розпаді 234Th[3]. У 0,13% випадків він не розпадається, а переходить до основного стану, таким чином, ізотоп 234Pa (з періодом напіврозпаду 6,7 години) також зустрічається в природі[5].
- 231Pa (період напіврозпаду 32760 років) у ряді актинію, виникає при бета-розпаді 231Th[6]
- 233Pa (період напіврозпаду 26,975 днів) у ряді нептунію (не є природнім, проте зустрічається у ядерних відходах). Утворюється при альфа-розпаді нептунію-237[7]

## Отримання
З природної сировини протактиній виділяють із застосуванням методів осадження, екстракції і йонообмінної хроматографії. 231Ра може бути отриманий при переробці ядерного палива реакторів із торієво-урановим циклом.

## Використання
Протактиній використовується у надчутливих сцинтиляційні детекторах рентгенівського випромінювання, що знаходять застосування у томографії. 
Допування оксидів ніобію, магнію, галію і мангану невеликою кількістю (0,005–0,52%) протактинію перетворює їх на високотемпературні діелектрики, що зберігають свої властивості і при 1300°C. Вони використовуються у керамічних конденсаторах. 